# مالیان
مالیان (زبان ارمنی: Մալյան), یکی از نام‌های خانوادگی رایج در میان ارمنیان می‌باشد.
- داویت مالیان، هنرپیشه تئاتر و فیلم
- هنریک مالیان، کارگردان فیلم و نویسنده

## منبع
- Հովակիմյան, Բախտիար (2005). Հայոց ծածկանունների բառարան (PDF). Երևան: ԵՊՀ հրատ.